# Эстонский сельскохозяйственный музей
Эсто́нский сельскохозя́йственный музе́й (также Эсто́нский музе́й сельского хозя́йства, эст. Eesti Põllumajandusmuuseum) — музей, задачей которого является собрание, сохранение, изучение и экспонирование объектов, связанных с ведением сельского хозяйства в Эстонии, а также сохранение знаний о соответствующих технологиях, хозяйственных отношениях и культуре. Музей размещается в помещениях и парке мызы Юленурме, волость Юленурме, Тартумаа. Музей располагает богатой коллекцией сельскохозяйственных инструментов, техники и фотографий. Музей финансируется Министерством сельского хозяйства Эстонии.

## История

### Основание музея
Эстонский сельскохозяйственный музей был создан благодаря усилиям профессора Эстонской сельскохозяйственной академии Юри Куума (эст. Jüri Kuum), который с 1956 года выступал в газетах со статьями, указывающими на необходимость такого музея. Поначалу его выступления не встречали поддержки, однако опубликованная в марте 1968 года статья в газете Edasi вызвала активное обсуждение. Идея получила поддержку учёных и преподавателей. Однако Центральный комитет КПЭ своего одобрения не дал. Тем не менее, ректор сельскохозяйственной академии предложил организовать музей в качестве общественной организации при академии.
Музей был основан приказом № 183 ректора Эстонской сельскохозяйственной академии от 2 июля 1968 года. Первым названием музея было Eesti Põllumajanduse Muuseum (в три слова; буквально «Эстонский музей сельского хозяйства» или «Музей эстонского сельского хозяйства»), оно сохранялось в течение 15 лет. Первоначально музей находился в Тарту, его созданию помогали преподаватели и студенты академии, работники сельского хозяйства и деятели культуры. Они призывали людей собирать и приносить в музей старинные рабочие инструменты и предметы быта, машины, а также литературу, фотографии.

### Музей в первые годы
Музей оставался в ведении сельскохозяйственной академии до конца 1982 года, всё это время Юри Куум руководил им на общественных началах (то есть не получая за эту работу оплаты). Музей получал финансирование через сектор научной работы, действовавший при академии; благодаря этому была возможность оплачивать работу исследователей и помощников. Музей организовывал выставки в совхозах (первая выставка была организована уже 29 сентября 1968 года), эти выставки вызывали большой интерес, их посещали тысячи людей. Фонды музея быстро росли. К 1972 году они насчитывали около 3000 предметов, инструментов и машин, 6000 книг, 7000 фотографий и 10 000 страниц рукописных материалов. За следующие несколько лет фонд музея удвоился. Организация такого большого фонда требовала значительного труда. Однако у музея не хватало человеческих ресурсов, поэтому основное внимание было поначалу уделено сбору экспонатов. Поскольку в эстонской деревне происходили очень значительные изменения (коллективизация и переход к крупному производству), то жизнь быстро менялась, предметы старого быта исчезали из обихода, и их сбор и сохранение были актуальной задачей. Важной проблемой для музея стал поиск помещений.
Подходящим местом для музея были сочтены помещения бывшей мызы Юленурме, которые академия использовала в качестве учебного и опытного центра. Приспособлению мызы для нужд музея оказал значительную помощь Арнольд Рюйтель, бывший в то время ректором академии. Работы начались в 1972 году. Впоследствии, в 1989—2001 годах, для музея на территории мызы были построены ещё несколько зданий, а также выкуплено у собственников главное здание.

### Пожар 1986 года
3 октября 1986 года в выставочном зале, который находился в бывшем здании конюшни, вспыхнул пожар. Здание выгорело, вместе с ним была уничтожена экспозиция, посвящённая выращиванию злаковых. Огонь перекинулся на помещение, где располагалось временное хранилище книг документов и фотографий. Частично или полностью были уничтожены огнём и водой книги и документы, находившиеся на открытых полках. Ущерб, понесённый музеем, оказался не слишком большим, поскольку пострадали в основном предметы, находившиеся на открытой экспозиции; кроме того, в запасниках музея имелись предметы, аналогичные многим из утраченных. Тем не менее, ряд утраченных предметов и книг были уникальными, во многом потому, что никакие другие музеи подобные вещи не собирали. Предположительно причиной пожара стал поджог, но виновные не были найдены.

## Статус
С 1 января 1983 года музей был передан в подчинение Министерству сельского хозяйства ЭССР. В 1987 году он был преобразован в государственное кооперативное предприятие, находившееся в ведении агропромышленного комитета ЭССР. С 1993 года музей находится в ведении Министерства сельского хозяйства Эстонии. Постановлением правительства № 31 от 11 февраля 1997 года музей был утверждён в качестве ведущего центра по исследованию истории сельского хозяйства.

## Экспозиция
Сотрудники музея и добровольные помощники собирали экспонаты по хуторам, ориентируясь на сообщения из газет, от директоров совхозов, например, об умерших одиноких людях, в чьём хозяйстве могли остаться представляющие интерес вещи. Со временем опыт работников музея возрастал, сбор экспонатов стал более целенаправленным и систематическим. Особое внимание обращалось на инструменты, использовавшиеся при выращивании, сборе и обработке злаковых культур, так как они играли важнейшую роль в эстонском хозяйстве на протяжении веков. В экспозиции музея появились молотилки на конной и паровой тяге, паровые тракторы. Среди экспонатов музея множество имеют отношение к выращиванию и обработке льна, который также играл важную роль в сельском хозяйстве республики. Нередко машины, которые музею удавалось получить, нуждались в реставрации.
Также росла и библиотека музея, которая к середине 2000 годов содержала около 25 тыс. книг. Имеется также около 10 тыс. документов, в том числе карты, документы купли-продажи, дипломы сельскохозяйственных выставок, медалей и проч.
Фотоархив музея насчитывает более 20 тыс. фотографий и негативов, которые демонстрируют развитие сельского хозяйства в Эстонии с конца XIX века.

## Деятельность музея
Помимо демонстрации экспонатов, музей организует тематические мероприятия, знакомящие с методами ведения сельскохозяйственных работ в прошлом. Музей также снимает фильмы, где демонстрируется, как велись сельскохозяйственные работы в прошлом: показывается вспашка земли, обработка почвы, выращивание льна, полив, приготовление домашнего хлеба и пива, и т. п. Фильмы снимаются совместно с Эстонским национальным музеем. Фильмы, снятые музеем, неоднократно писалось в эстонской и зарубежной прессе. Традицией стало посещение музея новобрачными в день свадьбы; многими па́рами на территории музея посажены деревья.
Музей регулярно организует научные конференции и семинары.

## Галерея

Эстонский сельскохозяйственный музей
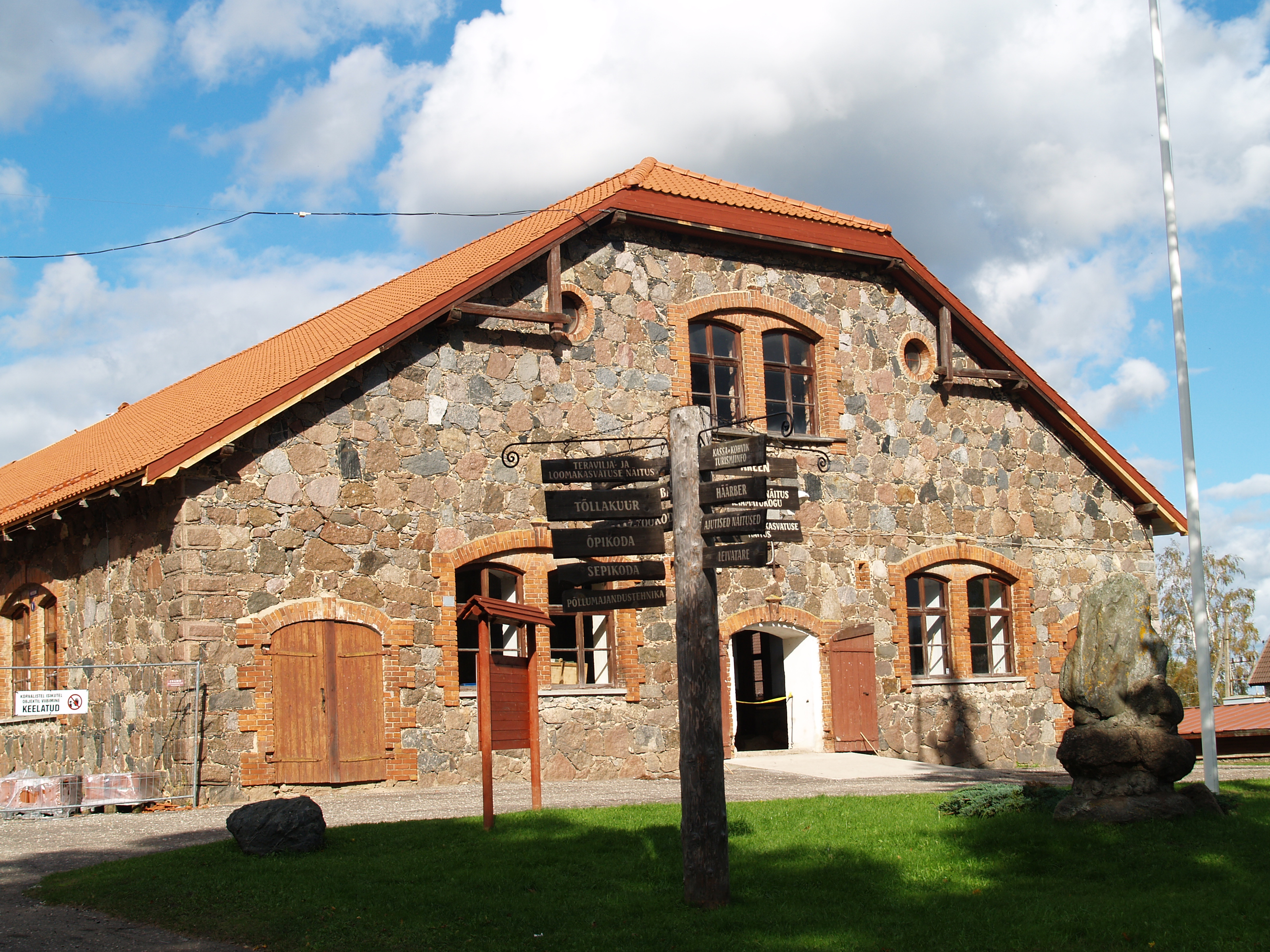
Выставочное здание (бывший хлев)
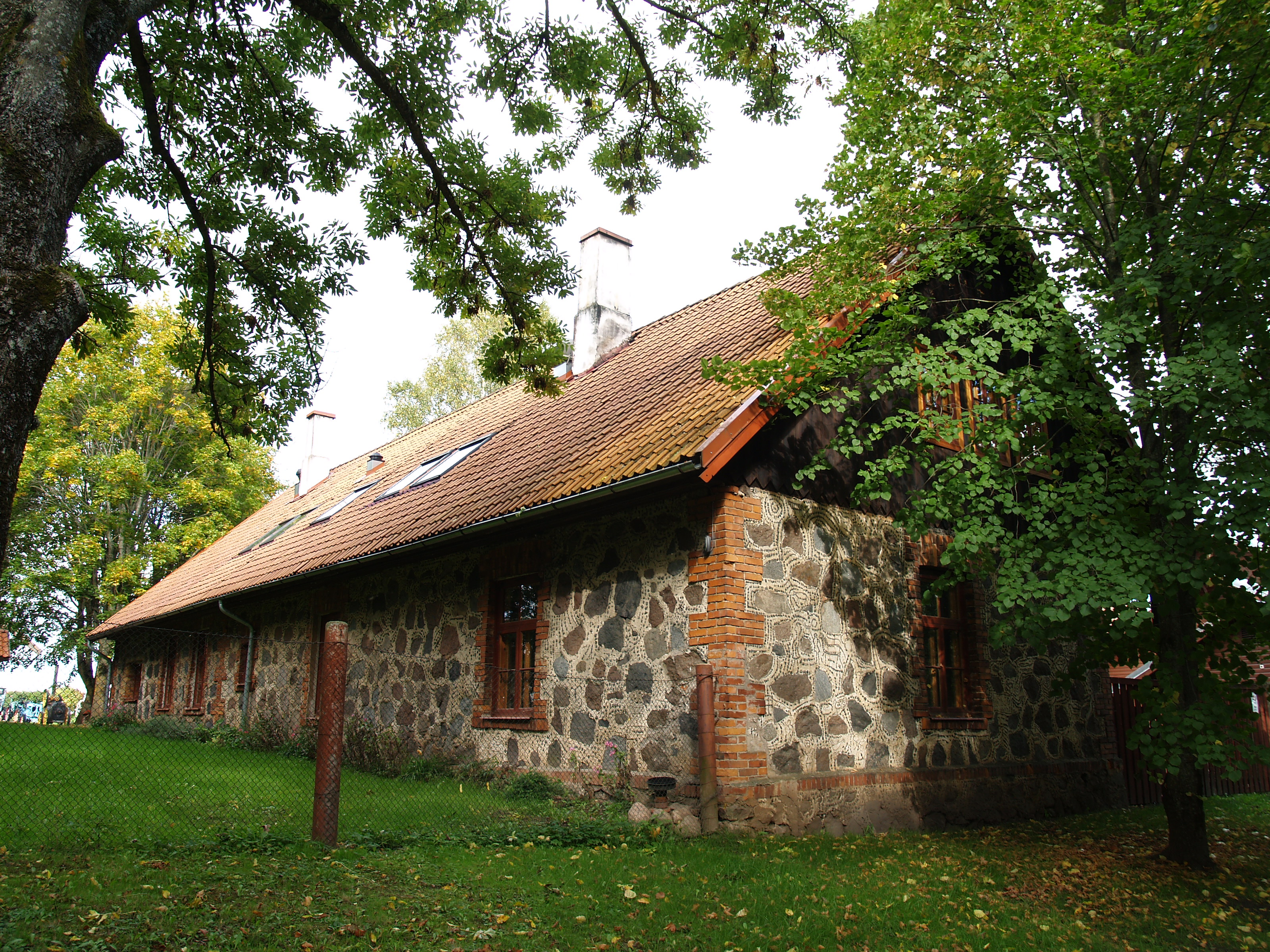
Учебная мастерская
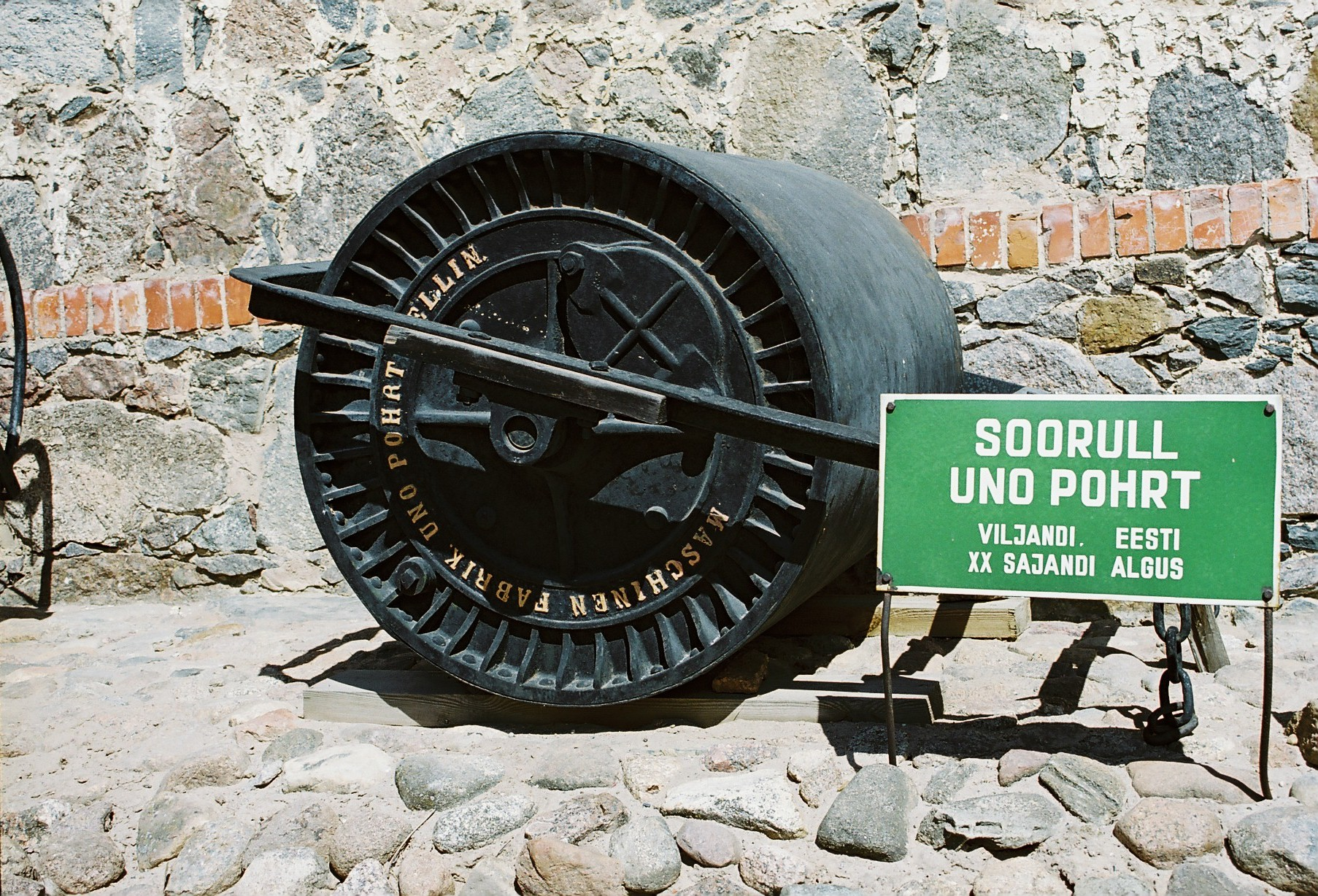
Полевой каток, начало XX века
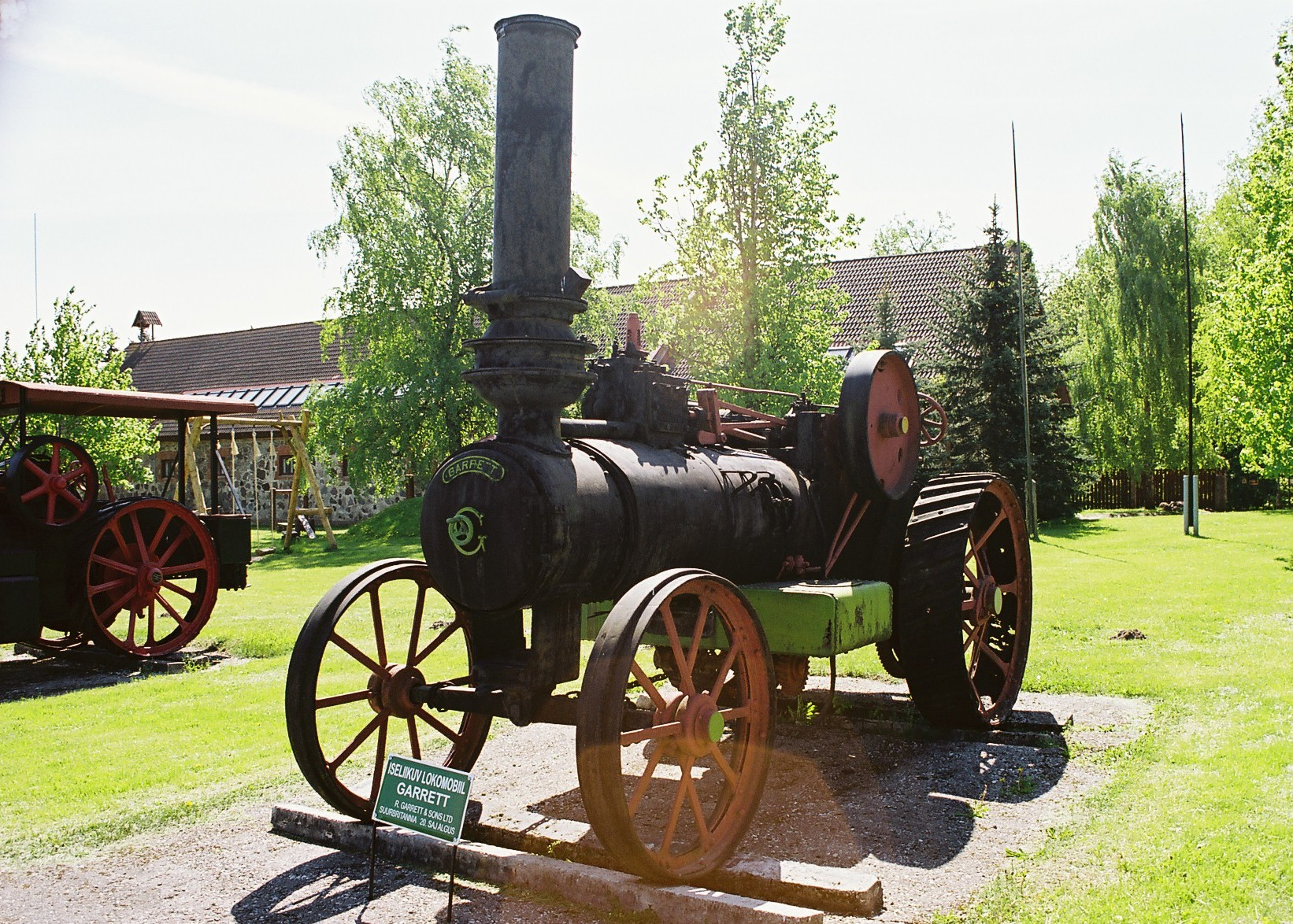
Локомобиль, начало XX века
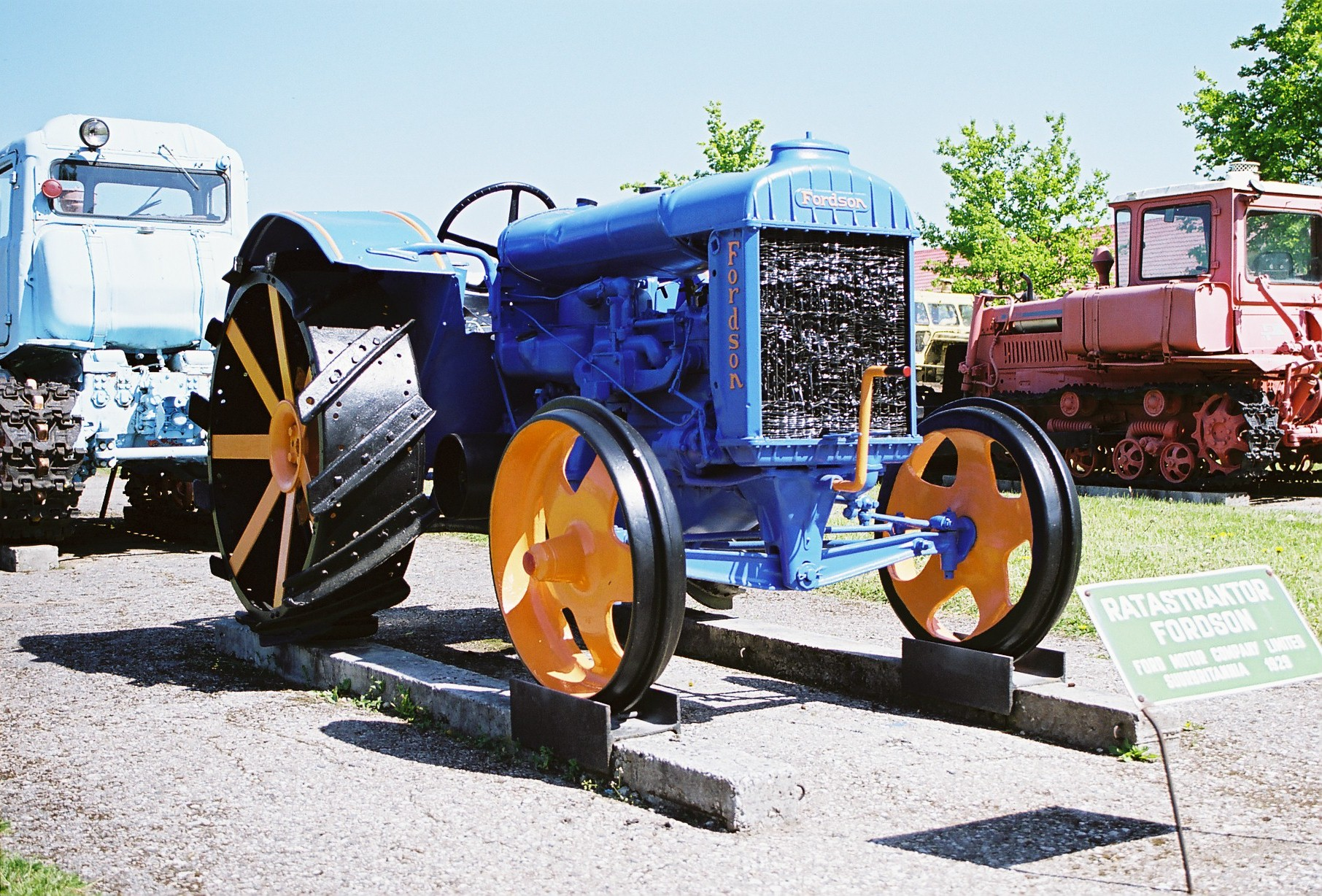
Трактор Ford, 1929
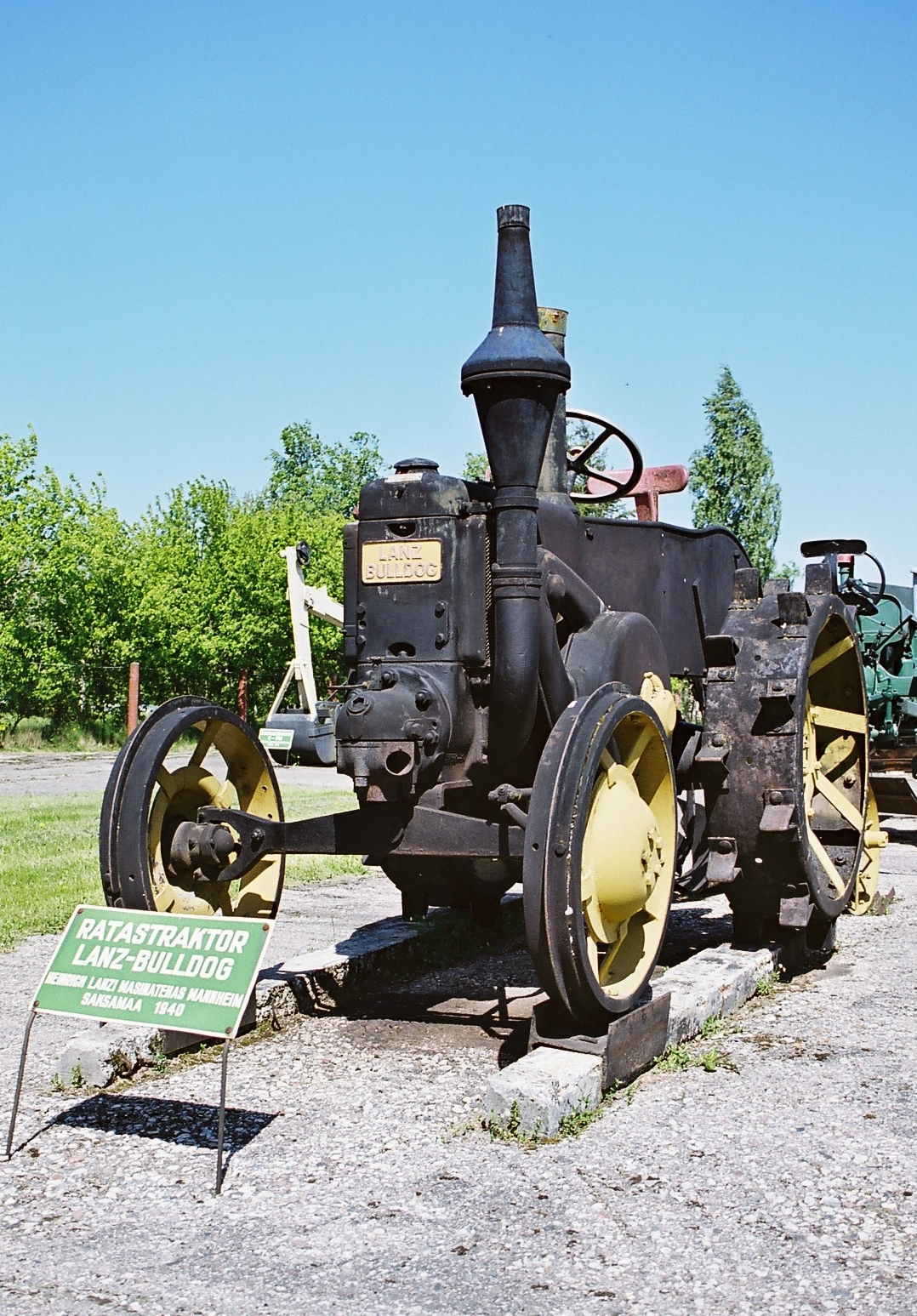
Трактор Lanz-Bulldog, 1940 год
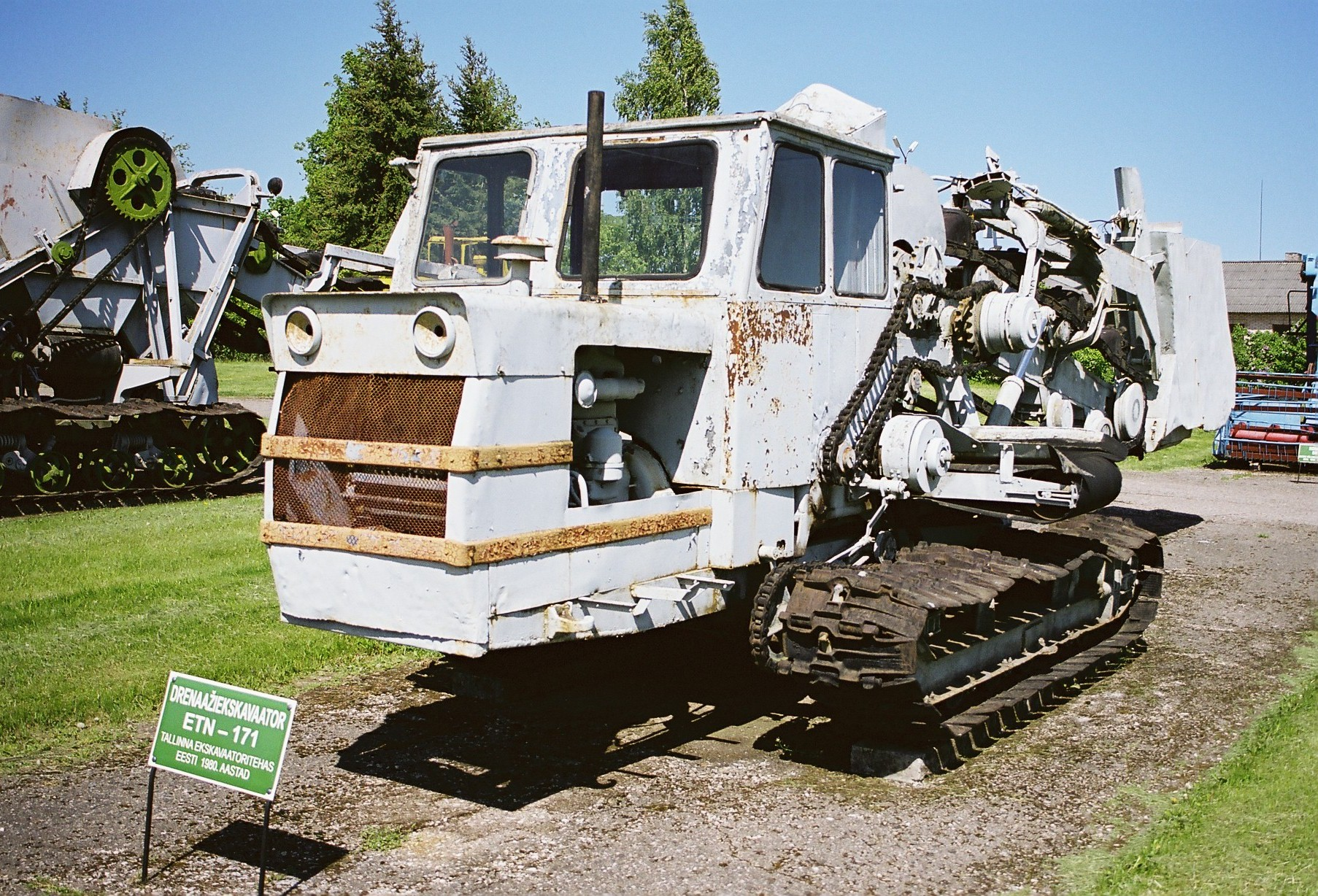
Дреноукладчик ЭТН-171